# ウクライナ人民共和国 (ソビエト派)

ウクライナ人民共和国
Украинская Народная Республика

国の標語: 万国の労働者よ、団結せよ!

ウクライナ人民共和国（ウクライナじんみんきょうわこく、ロシア語: Украинская Народная Республика）は、1917年12月25日から1918年3月19日にかけてウクライナに存在した国家である。同名の別の国家と区別するため、ソビエト派ウクライナ人民共和国 (Украинская Народная Республика Советов) とも呼ばれる。国家の存続期間中、つねにロシア・ソビエト連邦社会主義共和国の連邦下にあった。のちいくつかの併合や改名を経て、1991年8月24日まで存続するソビエト共和国の始祖となった。
1917年から始められたロシア革命の中で権力を掌握したボリシェヴィキであったが、ウクライナでは反ボリシェヴィキを掲げる民族社会主義者によるウクライナ中央ラーダが、強固に対抗していた。彼らは暴力によって権力を掌握したボリシェヴィキの十月革命を認めず、新たにウクライナ人民共和国の成立を宣言した。
ボリシェヴィキは、これに対抗してウクライナにおけるボリシェヴィキ派の受け皿となる国家を組織することを企図した。1917年12月25日、東ウクライナの都市ハルキウで行われた「全ウクライナ・ソビエト大会」（Всеукраїнський з'їзд рад）でウクライナ人民共和国の創設が宣言された。国家建設の目的は、民族主義的・社会主義的（ボリシェヴィキの指摘によれば「ブルジョワ的」）な国家であるウクライナ人民共和国を打倒し、ウクライナをボリシェヴィキの勢力下に置くことであった。共和国の首都はハルキウに置かれ、国民の多くは同地方都市部に居住するロシア人やユダヤ人であった。
国家の中心を担ったウクライナ・ボリシェヴィキやのちのウクライナ共産党（ボロチビスト）は、当初は独自の決定でもって行動を行っていたものの、次第にロシアの影響が強められていき、のちには完全にロシアの中央集権体制下でモスクワの政府によってウクライナの政策も決定されるようになった。
しかし、この共和国はロシアのボリシェヴィキによって作られた脆弱な国家で、赤軍を取り巻く戦況により現れたり消えたりすることとなる。また、1918年3月19日にはウクライナ領内にあった他のソビエト共和国と統合され、国号は正式にウクライナ・ソビエト共和国に改められた。